# Ясногорський машинобудівний завод
ВАТ «Ясногорський машинобудівний завод» — завод в Росії, виробляє відцентрові насоси для перекачки різноманітних середовищ, у тому числі вуглесоси, а також гірничошахтне обладнання і породонавантажувальні машини типу ПНБ, рудничні акумуляторні електровози і шахтні парашути.
Адреса: 301030 м. Ясногорськ Тульської області, вул. Заводська, 3, Росія. Internet: www.yamz.xyz.ru
З 2010 року Ясногорський машинобудівний завод припинив своє існування. Власником активів стала Російська гірничо-насосна компанія.